# Малишева Анастасія Леонідівна
Анастасія Леонідівна Малишева (5 серпня 1994, Пісківка, Бородянський район, Київська область) — українська волейболістка, пасуючий. Віцечемпіонка України і фіналістка Кубка ліги 2023 року. Майстер спорту України (2023).

## Клуби
| Роки      | Команди                             |
| --------- | ----------------------------------- |
| 2014—2016 | «Добродій» (Вінниця)                |
| 2016—2017 | «ЛДУФК — Галицькі левиці» (Львів)   |
| 2016—2018 | «Алітус Прекиба Парама» (Алітус)    |
| 2018—2019 | «Ясберень»                          |
| 2021—2022 | «Регіна-МЕГУ» (Рівне)               |
| 2022—2023 | «Добродій-Медуніверситет» (Вінниця) |
| 2023—2024 | СК «Балта»                          |
| 2024—     | «Нафтуся» (Трускавець)              |

## Досягнення
Чемпіонат України
- Друге місце (1): 2023

Кубок ліги
- Друге місце (1): 2023

Кубок України
- Третє місце (1): 2024

Суперкубок України
- Третє місце (1): 2021

Балтійська ліга
- Друге місце (1): 2018

Чемпіонат Литви
- Друге місце (1): 2018
- Третє місце (1): 2017

## Статистика
Статистика виступів в єврокубках:
| Сезон   | Клуб       | Турнір        | Ігри | Сети | Очки | Ср.  | Примітки |
| ------- | ---------- | ------------- | ---- | ---- | ---- | ---- | -------- |
| 2018/19 | «Ясберень» | Кубок виклику | 2    | 5    | 2    | 0,4  |          |
| 2023/24 | СК «Балта» | Кубок виклику | 2    | 3    | 2    | 0,67 |          |